# X-23
Laura Kinney, alias X-23, est une super-héroïne évoluant dans l'univers Marvel de la maison d'édition Marvel Comics. Créée par les scénaristes Craig Kyle et Chris Yost, le personnage de fiction apparaît pour la première fois dans l'épisode 41 (épisode 11 de la saison 3) de la série d'animation X-Men: Evolution, diffusé en août 2003.
Le personnage apparaît dans les comic books Marvel dans la série NYX, à partir du #3 en février 2004.
X-23 est l'un des rares personnages de Marvel (avec Firestar) qui a d'abord existé dans un dessin animé avant d'être adapté dans les comics. Le personnage rencontra les X-Men dans le comic book Uncanny X-Men #450 et ses origines furent racontées dans la série X-23, #1-6.

## Biographie du personnage
X-23 est un clone, l'« échantillon numéro 23 », créée à partir de l'ADN du mutant Wolverine par l'organisation Arme X pour devenir une arme humaine. Elle est le fruit du projet mené par les docteurs Martin Sutter et Sarah Kinney. Contrairement à Wolverine qui a passé une enfance normale, X-23 a été entraînée dès son plus jeune âge au combat et au meurtre.
En 2008, elle rejoint une équipe secrète baptisée X-Force formée par Cyclope.
Lorsque Wolverine (Logan) meurt, elle prend l'identité de Wolverine en tant qu'héritage. C'est pendant cette période que Tony Stark révèle après analyse de son code génétique qu'elle n'est pas un clone, mais bien la fille de Logan et Sarah Kinney.

## Famille
Source : Marvel-world.com
- Sarah Kinney (mère porteuse)
- James Howlett / Logan (Wolverine, père génétique)
- Ron Kinney (grand-père par sa mère, décédé)
- Leslie Kinney (grand-mère par sa mère, décédée)
- Deborah Kinney (tante par sa mère)
- Meggan Kinney (nièce par sa mère)
- Desmond Alexander (époux de Deborah Kinney, décédé)
- John Howlett Jr (père de son modèle génétique, décédé)
- Elizabeth Howlett (mère de son modèle génétique, décédée)
- John Howlett Sr (grand-père de son modèle génétique, décédé)
- John Howlett III (frère de son modèle génétique, supposé décédé)
- Amiko Kobayashi (fille adoptive de son modèle génétique)
- Erista (fils de son modèle génétique)
- Daken (fils de son modèle génétique)

## Pouvoirs et capacités
X-23, double génétique (avec des chromosomes sexuels féminins) de Wolverine, possède les mêmes pouvoirs que le mutant membre des X-Men, sauf qu'elle ne possède que deux griffes osseuses situées dans l'avant-bras, et un long ergot à l'avant de chaque pied.
En complément de ses pouvoirs, X-23 a été élevée dès son plus jeune âge pour devenir un assassin hors pair. Elle sait utiliser les armes à feu, particulièrement les armes de tireur d'élite. Elle est une excellente adversaire au corps à corps, se servant d'un mélange d'arts martiaux et de ses griffes. Elle parle le français et le japonais couramment.
- Son facteur guérisseur (régénération tissulaire) la protège des maladies et des infections. Les membres coupés peuvent être rattachés au corps si l'opération est faite rapidement. Les drogues ont sur elle un effet limité dans le temps et la puissance.
- Ses griffes sont recouvertes d'une fine couche d'adamantium. À la différence de Wolverine, son squelette est tout à fait normal, ce qui la rend vulnérable aux attaques visant le cou ou la tête.

Lors de ce conditionnement, lorsqu'elle était enfant, ses créateurs ont fait en sorte que, lorsqu'elle respire une certaine odeur, elle devienne incontrôlable.

## Version alternative

### Age of Apocalypse
Dans la mini-série Age of Apocalypse, X-23 se nomme Kirika Yashida et est la fille de Logan (L'Arme X) et de Mariko Yashida. Elle possède les mêmes pouvoirs que dans l'univers Marvel régulier, et un squelette en adamantium comme Wolverine, greffé à sa demande par Magnéto.

## Apparitions dans d'autres médias
Sauf indication contraire, les informations mentionnées dans cette section peuvent être confirmées par la base de données cinématographiques IMDb,  présente dans la section « Liens externes ».

### Cinéma
Interprétée par Dafne Keen
- 2017 : Logan de James Mangold

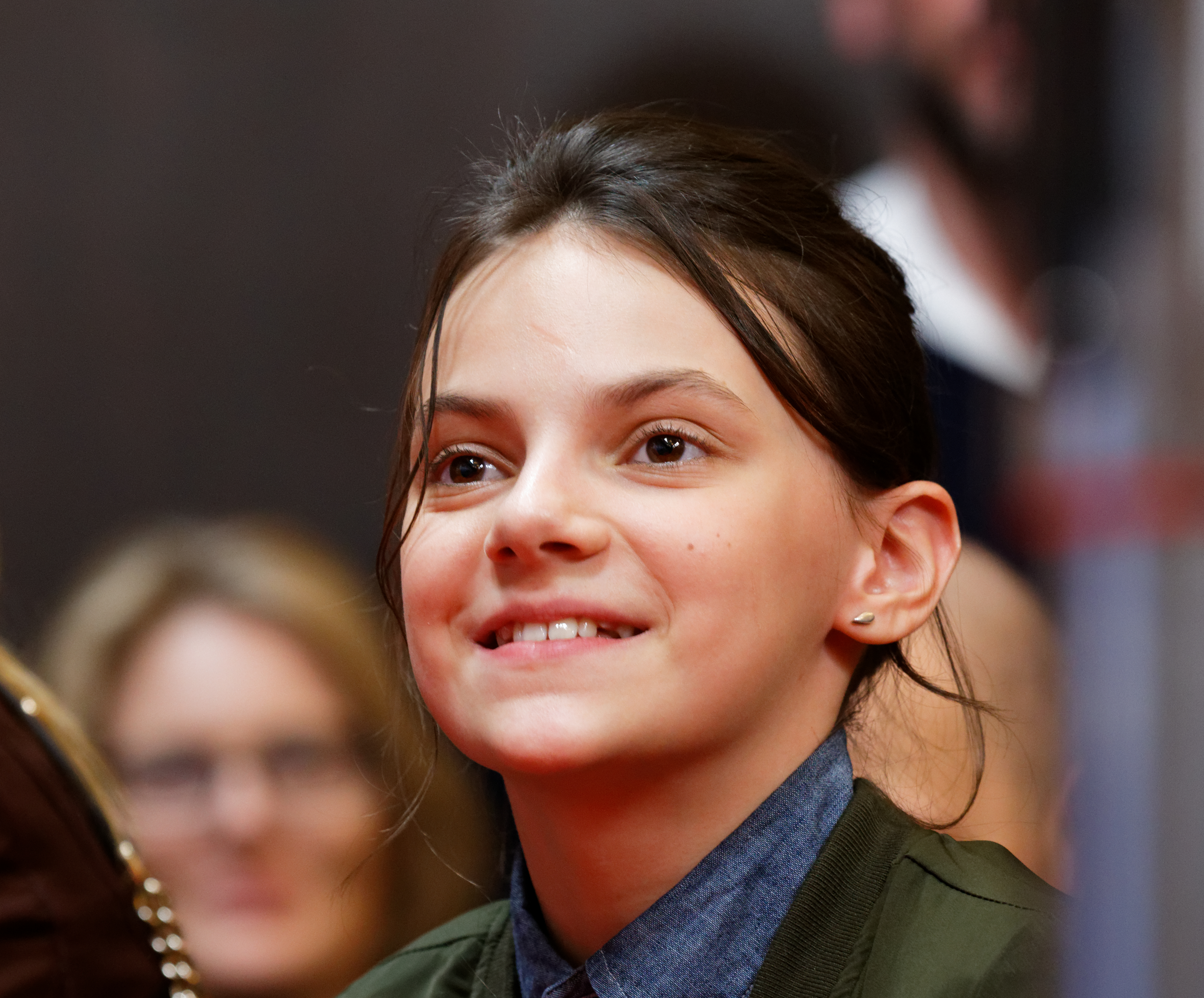
L'actrice Dafne Keen incarne le personnage dans les films Logan (2017) et Deadpool et Wolverine (2024).

- 2024 : Deadpool et Wolverine de Shawn Levy

### Télévision
- 2000-2003 : X-Men: Evolution (série d'animation) – doublée en anglais par Britt Irvin et Andrea Libman :

Dans cette série, l'HYDRA a créé X-23 en la clonant à partir des gènes de Wolverine et en a fait un assassin. X-23 fuit le SHIELD qui veut la capturer et l'HYDRA dont elle s'est échappée. Elle combat Wolverine dans un épisode de la saison 3 et l'aide dans la saison 4 contre Omega Red qui voulait le capturer. Elle se laisse attraper par l'HYDRA et fait exploser leur vaisseau avec des bombes pour se venger. Quand le SHIELD demande à Wolverine où se trouve X-23, ce dernier répond à Nick Fury qu'elle n'a pas survécu à l'explosion. À la fin de l'épisode, Wolverine sent une présence et sourit. On voit X-23 sur un rocher, puis elle disparaît dans la forêt. On apprendra vers la fin de la série qu'elle aurait rejoint les X-Men.
- 2008-2009 : Wolverine et les X-Men (série d'animation) : doublée en anglais par Tara Strong

### Jeux vidéo
- 2011 : Marvel vs. Capcom 3: Fate of Two Worlds – doublée en anglais par Tara Strong
- 2013 : Marvel Heroes – doublée en anglais par Tara Strong
- 2020 : Marvel Strike Force